# Campionato del mondo femminile di scacchi

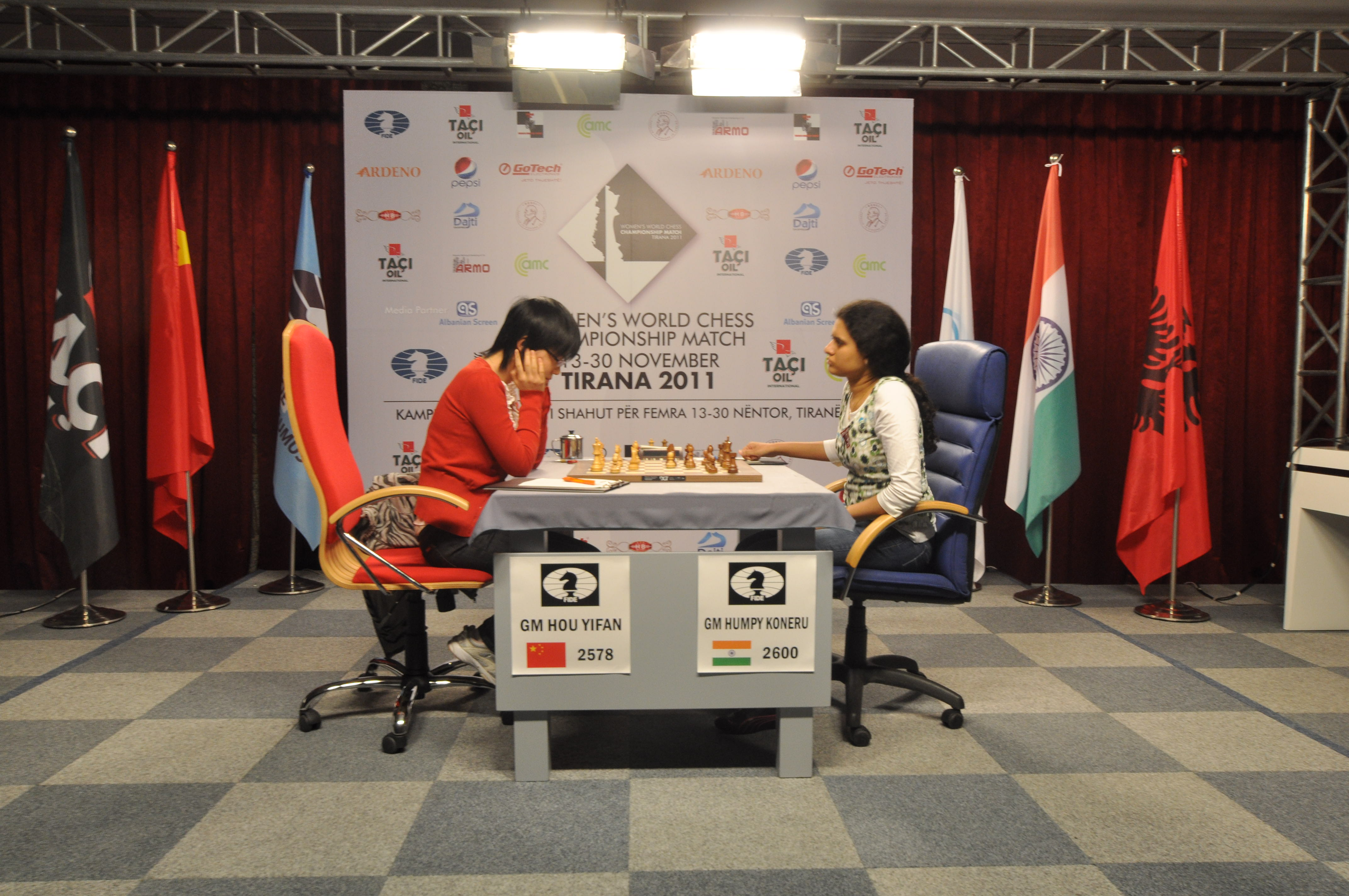
Hou Yifan - Humpy Koneru, Tirana 2011

Il Campionato del mondo femminile di scacchi è un evento scacchistico organizzato dalla FIDE che assegna il titolo di Campionessa del Mondo. Fondato nel 1927 durante le Olimpiadi degli scacchi di Londra, dopo una serie di cambiamenti di formato, dal 2019 si svolge in forma di match tra la campionessa in carica e una sfidante, stabilita attraverso il Torneo delle candidate.

## Storia
Le prime edizioni, dal 1927 al 1939, furono organizzate in concomitanza con le Olimpiadi degli scacchi, e consistettero in un torneo a girone unico, dove la campionessa in carica non aveva nessun vantaggio di partenza sulle altre concorrenti. Queste prime edizioni furono dominate dalla campionessa cecoslovacca Vera Menchik.
Dopo la morte della Menchik, avvenuta nel 1944, il titolo rimase vacante fino al 1950, quando la FIDE organizzò un nuovo torneo a girone unico, che fu vinto da Ljudmyla Rudenko. Da allora in poi il titolo fu assegnato in maniera simile al titolo open, con la campionessa in carica che veniva sfidata da una scacchista proveniente da un Torneo delle candidate. Dopo la vittoria di Elisaveta Bykova nel 1953, questa regola fu temporaneamente sospesa nel 1956, quando il titolo fu assegnato da un triangolare tra Bykova, Rudenko e Ol'ga Rubcova, vincitrice del Torneo delle candidate, che si aggiudicò il titolo, perdendolo due anni dopo a favore della Bykova.
Le cinque edizioni tra il 1962 e il 1975 furono dominate da Nona Gaprindašvili, scacchista sovietica di origine georgiana, che difese il titolo tre volte contro Alla Kušnir e una volta contro Nana Aleksandrija. Durante il suo regno, nel 1972, la FIDE introdusse, così come era stato fatto nel campionato del mondo open, il sistema dei tornei interzonali.
Gaprindašvili fu infine sconfitta nel 1978 dall'allora diciassettenne Maia Chiburdanidze, anche lei di origine georgiana, che conservò il titolo fino al 1991, quando fu sconfitta dalla cinese Xie Jun. Delle tre sorelle Polgár (Zsuzsa, Judit e Zsofia), che giocavano principalmente tornei open, solamente Zsuzsa competé per il titolo mondiale femminile, vincendolo nel 1996, ma non difendendolo nel 1999 a causa di contrasti con la FIDE. Il campionato fu così tenuto tra Xie Jun e Alisa Galljamova, e fu vinto dalla prima.
Nel 2000 la FIDE cambiò la formula del torneo, rendendolo, come il campionato open, una sfida ad eliminazione diretta. Il primo di questi eventi fu vinto ancora da Xie Jun, mentre il secondo, tenuto l'anno seguente, fu vinto dalla cinese Zhu Chen. Altri tre tornei sono stati indetti con questo sistema, nel 2004, nel 2006 e nel 2008: le vincitrici sono state, rispettivamente, Antoaneta Stefanova, Xu Yuhua e Aleksandra Kostenjuk.
A partire dal 2010, per quattro anni, il campionato del mondo viene organizzato annualmente: negli anni pari (2010, 2012) con la formula del torneo ad eliminazione diretta, mentre negli anni dispari (2011, 2013) con la formula del match tra la campionessa in carica ed una sfidante. Nel 2010 è diventata campionessa la sedicenne cinese Hou Yifan, la più giovane ad avere raggiunto il titolo, che ha difeso con successo contro Humpy Koneru l'anno successivo. Nel 2012 invece il torneo è stato vinto dall'ucraina Anna Ušenina, ma la Yifan ha riconquistato il titolo nell'anno successivo, battendo nello scontro diretto la campionessa ucraina.
Nel 2014 il Campionato mondiale non viene disputato, quindi l'alternanza tra torneo ad eliminazione diretta detto anche con formula KO e match continua dal 2015 fino al 2018.
Nel 2015 il campionato è stato organizzato a Soči in Russia, con il formato dell'eliminazione diretta. È stato vinto dall'ucraina Marija Muzyčuk, che ha battuto nella finale la russa Natal'ja Pogonina. L'ex campionessa Hou Yifan, che non ha partecipato al campionato, ha avuto però diritto di disputare un match con la nuova campionessa con titolo in palio, svoltosi a Leopoli nel marzo 2016. La giocatrice cinese ha quindi riconquistato il titolo con il risultato di 6-3.
Nel 2017 il Campionato del mondo femminile si è svolto dal 19 febbraio al 3 marzo a Teheran con formula KO ad eliminazione diretta, la Campionessa del Mondo in carica Hou Yifan non ha partecipato per protestare contro il tipo di formula decisa dalla FIDE. A vincere è la cinese Tan Zhongyi che conquista il titolo battendo nella finale, negli spareggi rapidi per un punteggio complessivo di 3½-2½, l'ucraina Anna Muzyčuk.
Nel 2018 il campionato si è svolto in due diverse città cinesi, prima a Shanghai (3-9 maggio) per i primi 5 incontri e poi a Chongqing (12-18 maggio) per gli ultimi 5, ad affrontare la Campionessa in carica Tan Zhongyi è la vincitrice del Grand Prix FIDE Femminile 2015-16, Ju Wenjun che è riuscita a vincere l'incontro contro la connazionale. Nello stesso anno, ma in novembre si è svolto a Chanty-Mansijsk il mondiale a eliminazione diretta (detto anche KO) che ha confermato il titolo della Ju Wenjun che ha battuto in finale Kateryna Lahno per 5-3.
In seguito all'elezione di Arkadij Dvorkovič come nuovo presidente della FIDE, la formula del torneo ad eliminazione diretta viene abbandonata per allinearsi alla formula del mondiale open, che viene disputato in forma di match tra campione e sfidante ogni due anni.
All'inizio del 2020 il mondiale si è svolto in forma di match tra la campionessa in carica del Mondiale 2018 Ju Wenjun e la vincitrice del Torneo delle candidate, tenutosi nel 2019 a Kazan', Aleksandra Gorjačkina. I primi 6 incontri si sono svolti a Shanghai dal 3 al 12 gennaio, i successivi a Vladivostok dal 16 al 24 gennaio. Dopo le 12 partite classiche concluse in parità, si sono disputati gli spareggi rapid vinti dalla cinese 2,5-1,5, che ha conservato il titolo per il risultato complessivo di 8,5 a 7,5.
Per il mondiale del 2021 e i successivi mondiali la FIDE ha riportato nel femminile la stessa formula in vigore nel mondiale open, dove il processo di qualificazione al Torneo delle candidate avviene attraverso il FIDE Grand Prix, la Coppa del Mondo di scacchi e il FIDE Grand Swiss.
Previsto inizialmente per il 2021, in seguito alle difficoltà che ha incontrato il movimento scacchistico a causa della Pandemia di COVID-19, la quarantaquattresima edizione del mondiale si è disputato in Cina dal 3 al 22 luglio del 2023 tra Chongqing e Shanghai, si è confermata Ju Wenjun, con il punteggio di 6,5 a 5,5 sulla connazionale Lei Tingjie.

## Elenco delle campionesse

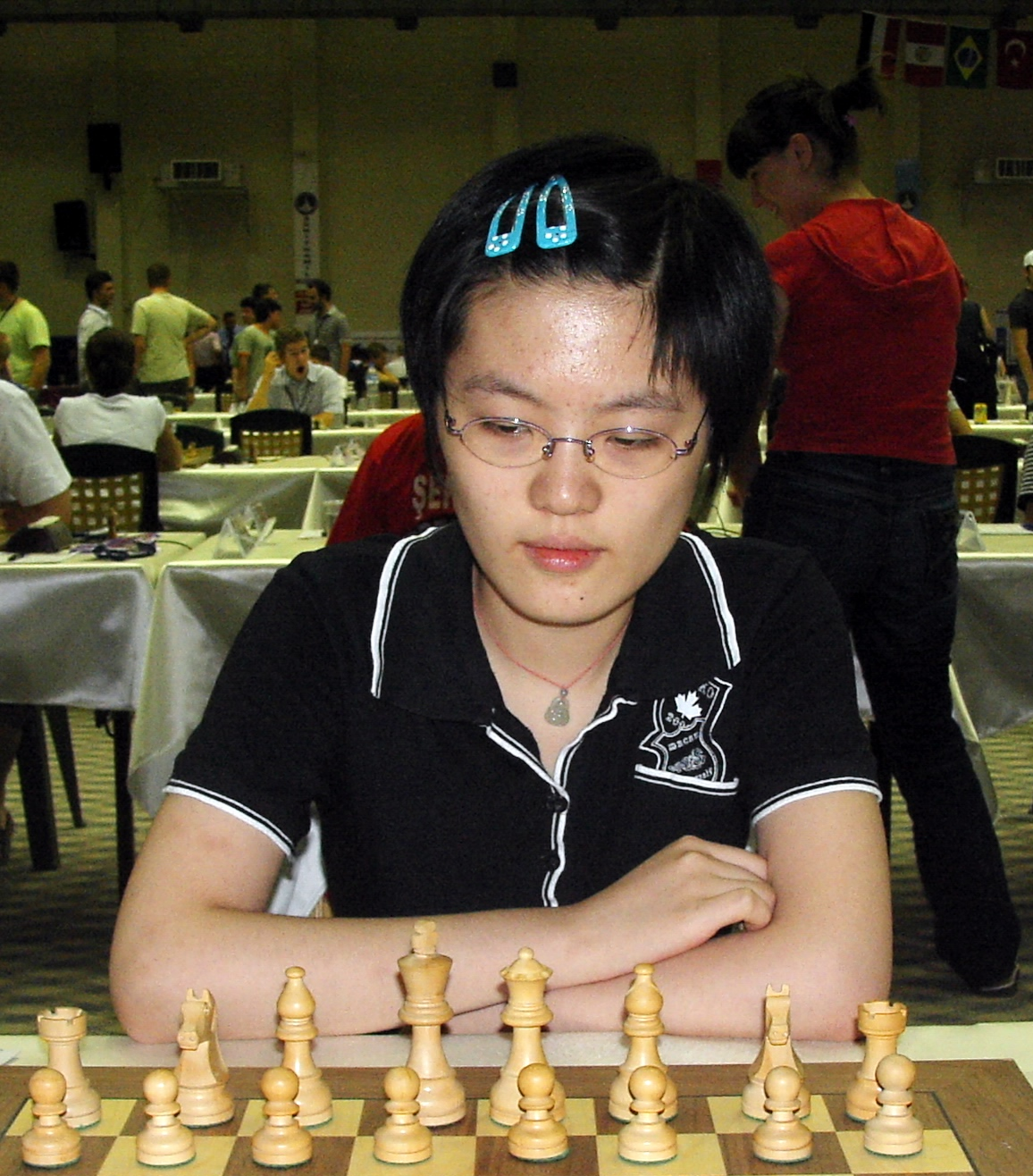
Hou Yifan, campionessa del mondo 2016

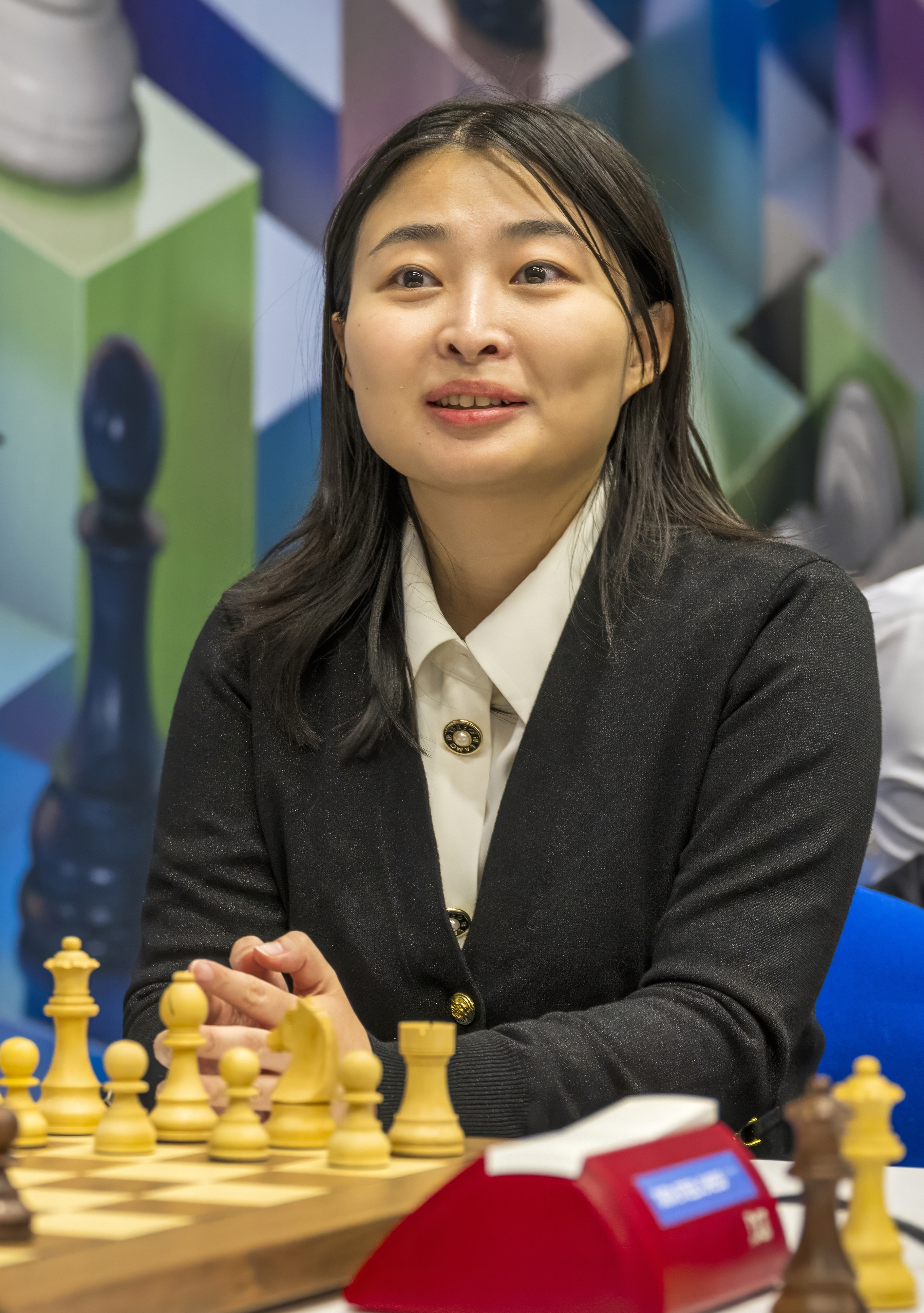
Ju Wenjun, campionessa del mondo dal 2018

| Giocatrice           | Periodo     | Nazione                                         |
| -------------------- | ----------- | ----------------------------------------------- |
| Vera Menchik         | 1927 - 1944 | Unione Sovietica / Cecoslovacchia / Regno Unito |
| Ljudmyla Rudenko     | 1950 - 1953 | Unione Sovietica / Russia                       |
| Elisaveta Bykova     | 1953 - 1956 | Unione Sovietica / Russia                       |
| Ol'ga Rubcova        | 1956 - 1958 | Unione Sovietica / Russia                       |
| Elisaveta Bykova     | 1958 - 1962 | Unione Sovietica / Russia                       |
| Nona Gaprindašvili   | 1962 - 1978 | Unione Sovietica / Georgia                      |
| Maia Chiburdanidze   | 1978 - 1991 | Unione Sovietica / Georgia                      |
| Xie Jun              | 1991 - 1996 | Cina                                            |
| Susan Polgar         | 1996 - 1999 | Ungheria / Stati Uniti                          |
| Xie Jun              | 1999 - 2001 | Cina                                            |
| Zhu Chen             | 2001 - 2004 | Cina                                            |
| Antoaneta Stefanova  | 2004 - 2006 | Bulgaria                                        |
| Xu Yuhua             | 2006 - 2008 | Cina                                            |
| Aleksandra Kostenjuk | 2008 - 2010 | Russia                                          |
| Hou Yifan            | 2010 - 2011 | Cina                                            |
| Anna Ušenina         | 2012 - 2013 | Ucraina                                         |
| Hou Yifan            | 2013 - 2015 | Cina                                            |
| Marija Muzyčuk       | 2015 - 2016 | Ucraina                                         |
| Hou Yifan            | 2016 - 2016 | Cina                                            |
| Tan Zhongyi          | 2017 - 2018 | Cina                                            |
| Ju Wenjun            | 2018 -      | Cina                                            |

## Edizioni
| Anno          | Luogo                | Campionessa in carica                                                                                               | Sfidante | Vincitore            | Punteggio (Vittorie-Patte-Sconfitte) | Condizioni                                                                                      |
| ------------- | -------------------- | --- | --- | -------------------- | ------------------------------------ | ----------------------------------------------------------------------------------------------- |
| 1927 Dettagli | Londra               | Torneo con girone all'italiana con 12 partecipanti                                                                  | Torneo con girone all'italiana con 12 partecipanti                                                                  | Vera Menchik         | 10,5 (10-1-0)                        | Vince la prima in classifica dopo 11 turni                                                      |
| 1930 Dettagli | Amburgo              | Torneo con doppio girone all'italiana con 5 partecipanti                                                            | Torneo con doppio girone all'italiana con 5 partecipanti                                                            | Vera Menchik         | 6,5 (6-1-1)                          | Vince la prima in classifica dopo 8 turni                                                       |
| 1931 Dettagli | Praga                | Torneo con doppio girone all'italiana con 5 partecipanti                                                            | Torneo con doppio girone all'italiana con 5 partecipanti                                                            | Vera Menchik         | 8 (8-0-0)                            | Vince la prima in classifica dopo 8 turni                                                       |
| 1933 Dettagli | Folkestone           | Torneo con doppio girone all'italiana con 8 partecipanti                                                            | Torneo con doppio girone all'italiana con 8 partecipanti                                                            | Vera Menchik         | 14 (14-0-0)                          | Vince la prima in classifica dopo 14 turni                                                      |
| 1934 Dettagli | Amsterdam            | Vera Menchik | Sonja Graf | Vera Menchik         | 3 (3-0-1)                            | Al meglio delle quattro partite                                                                 |
| 1935 Dettagli | Varsavia             | Torneo con girone all'italiana con 10 partecipanti                                                                  | Torneo con girone all'italiana con 10 partecipanti                                                                  | Vera Menchik         | 9 (9-0-0)                            | Vince la prima in classifica dopo 9 turni                                                       |
| 1937 Dettagli | Semmering            | Vera Menchik | Sonja Graf | Vera Menchik         | 11,5 (9-5-2)                         | Al meglio delle 16 partite                                                                      |
| 1937 Dettagli | Stoccolma            | Torneo a sistema svizzero con 26 partecipanti                                                                       | Torneo a sistema svizzero con 26 partecipanti                                                                       | Vera Menchik         | 14 (14-0-0)                          | Vince la prima in classifica dopo 14 turni                                                      |
| 1939 Dettagli | Buenos Aires         | Torneo con girone all'italiana con 20 partecipanti                                                                  | Torneo con girone all'italiana con 20 partecipanti                                                                  | Vera Menchik         | 18 (17-2-0)                          | Vince la prima in classifica dopo 19 turni                                                      |
| 1950 Dettagli | Mosca                | Torneo con girone all'italiana con 16 partecipanti                                                                  | Torneo con girone all'italiana con 16 partecipanti                                                                  | Ljudmyla Rudenko     | 11,5 (9-5-1)                         | Vince la prima in classifica dopo 15 turni                                                      |
| 1953 Dettagli | Leningrado           | Ljudmyla Rudenko | Elisaveta Bykova | Elisaveta Bykova     | 8 (7-2-4)                            | Al meglio delle 14 partite                                                                      |
| 1956 Dettagli | Mosca                | Elisaveta Bykova | Ol'ga Rubcova Ljudmyla Rudenko                                                                                      | Ol'ga Rubcova        | 10 (7-6-3)                           | Triangolare sfidante-campionessa uscente-campionessa precedente con match di 8 partite ciascuna |
| 1958 Dettagli | Mosca                | Ol'ga Rubcova | Elisaveta Bykova | Elisaveta Bykova     | 8,5 (7-3-4)                          | Al meglio delle 16 partite                                                                      |
| 1959 Dettagli | Mosca                | Elisaveta Bykova | Kira Zvorykina | Elisaveta Bykova     | 8,5 (6-5-2)                          | Al meglio delle 16 partite                                                                      |
| 1962 Dettagli | Mosca                | Elisaveta Bykova | Nona Gaprindashvili                                                                                                 | Nona Gaprindashvili  | 9 (7-2-0)                            | Al meglio delle 16 partite                                                                      |
| 1965 Dettagli | Riga                 | Nona Gaprindashvili                                                                                                 | Alla Kušnir | Nona Gaprindashvili  | 8,5 (7-3-3)                          | Al meglio delle 16 partite                                                                      |
| 1969 Dettagli | Tbilisi Mosca        | Nona Gaprindashvili                                                                                                 | Alla Kušnir | Nona Gaprindashvili  | 8,5 (6-5-2)                          | Al meglio delle 16 partite                                                                      |
| 1972 Dettagli | Riga                 | Nona Gaprindashvili                                                                                                 | Alla Kušnir | Nona Gaprindashvili  | 8,5 (5-7-4)                          | Al meglio delle 16 partite                                                                      |
| 1975 Dettagli | Pitsunda Tbilisi     | Nona Gaprindashvili                                                                                                 | Nana Alexandria | Nona Gaprindashvili  | 8,5 (8-1-3)                          | Al meglio delle 16 partite                                                                      |
| 1978 Dettagli | Tbilisi              | Nona Gaprindashvili                                                                                                 | Maia Chiburdanidze                                                                                                  | Maia Chiburdanidze   | 8,5 (4-9-2)                          | Al meglio delle 16 partite                                                                      |
| 1981 Dettagli | Borjomi              | Maia Chiburdanidze                                                                                                  | Nana Aleksandrija                                                                                                   | Maia Chiburdanidze   | 8 (4-8-4)                            | Al meglio delle 16 partite                                                                      |
| 1984 Dettagli | Volgograd            | Maia Chiburdanidze                                                                                                  | Irina Levitina | Maia Chiburdanidze   | 8,5 (5-7-2)                          | Al meglio delle 16 partite                                                                      |
| 1986 Dettagli | Sofia                | Maia Chiburdanidze                                                                                                  | Elena Achmylovskaja                                                                                                 | Maia Chiburdanidze   | 8,5 (4-9-1)                          | Al meglio delle 16 partite                                                                      |
| 1988 Dettagli | Telavi               | Maia Chiburdanidze                                                                                                  | Nana Ioseliani | Maia Chiburdanidze   | 8,5 (3-11-2)                         | Al meglio delle 16 partite                                                                      |
| 1991 Dettagli | Manila               | Maia Chiburdanidze                                                                                                  | Xie Jun | Xie Jun              | 8,5 (4-9-2)                          | Al meglio delle 16 partite                                                                      |
| 1993 Dettagli | Principato di Monaco | Xie Jun | Nana Ioseliani | Xie Jun              | 8,5 (7-3-1)                          | Al meglio delle 16 partite                                                                      |
| 1996 Dettagli | Jaén                 | Xie Jun | Zsuzsa Polgár | Zsuzsa Polgár        | 8,5 (6-5-2)                          | Al meglio delle 16 partite                                                                      |
| 1999 Dettagli | Kazan' Shenyang      | Zsuzsa Polgár | Alisa Galljamova Xie Jun                                                                                            | Xie Jun              | 8,5 (5-7-3)                          | Al meglio delle 16 partite                                                                      |
| 2000 Dettagli | Nuova Delhi          | Torneo a eliminazione diretta con 64 partecipanti, le finaliste furono Qin Kanying e Xie Jun                        | Torneo a eliminazione diretta con 64 partecipanti, le finaliste furono Qin Kanying e Xie Jun                        | Xie Jun              | 2,5 (1-3-0)                          | Finale al meglio delle 4 partite ed eventuali spareggi a gioco rapido                           |
| 2001 Dettagli | Mosca                | Torneo a eliminazione diretta con 64 partecipanti, le finaliste furono Zhu Chen e Aleksandra Kostenjuk              | Torneo a eliminazione diretta con 64 partecipanti, le finaliste furono Zhu Chen e Aleksandra Kostenjuk              | Zhu Chen             | 2+3 (5-0-3)                          | Finale al meglio delle 4 partite ed eventuali spareggi a gioco rapido                           |
| 2004 Dettagli | Ėlista               | Torneo a eliminazione diretta con 64 partecipanti, le finaliste furono Antoaneta Stefanova e Ekaterina Kovalevskaja | Torneo a eliminazione diretta con 64 partecipanti, le finaliste furono Antoaneta Stefanova e Ekaterina Kovalevskaja | Antoaneta Stefanova  | 2,5 (2-1-0)                          | Finale al meglio delle 4 partite ed eventuali spareggi a gioco rapido                           |
| 2006 Dettagli | Ekaterinburg         | Torneo a eliminazione diretta con 64 partecipanti, le finaliste furono Xu Yuhua e Alisa Galljamova                  | Torneo a eliminazione diretta con 64 partecipanti, le finaliste furono Xu Yuhua e Alisa Galljamova                  | Xu Yuhua             | 2,5 (2-1-0)                          | Finale al meglio delle 4 partite ed eventuali spareggi a gioco rapido                           |
| 2008 Dettagli | Nal'čik              | Torneo a eliminazione diretta con 64 partecipanti, le finaliste furono Hou Yifan e Aleksandra Kostenjuk             | Torneo a eliminazione diretta con 64 partecipanti, le finaliste furono Hou Yifan e Aleksandra Kostenjuk             | Aleksandra Kostenjuk | 2,5 (1-3-0)                          | Finale al meglio delle 4 partite ed eventuali spareggi a gioco rapido                           |
| 2010 Dettagli | Antiochia            | Torneo a eliminazione diretta con 64 partecipanti, le finaliste furono Hou Yifan e Ruan Lufei                       | Torneo a eliminazione diretta con 64 partecipanti, le finaliste furono Hou Yifan e Ruan Lufei                       | Hou Yifan            | 2+3 (3-4-1)                          | Finale al meglio delle 4 partite ed eventuali spareggi a gioco rapido                           |
| 2011 Dettagli | Tirana               | Hou Yifan | Humpy Koneru | Hou Yifan            | 5,5 (3-5-0)                          | Al meglio delle 10 partite ed eventuali spareggi a gioco rapido                                 |
| 2012 Dettagli | Chanty-Mansijsk      | Torneo a eliminazione diretta con 64 partecipanti, le finaliste furono Antoaneta Stefanova e Anna Ušenina           | Torneo a eliminazione diretta con 64 partecipanti, le finaliste furono Antoaneta Stefanova e Anna Ušenina           | Anna Ušenina         | 2+1,5 (2-3-1)                        | Finale al meglio delle 4 partite ed eventuali spareggi a gioco rapido                           |
| 2013 Dettagli | Taizhou              | Anna Ušenina | Hou Yifan | Hou Yifan            | 5,5 (4-3-0)                          | Al meglio delle 10 partite ed eventuali spareggi a gioco rapido                                 |
| 2015 Dettagli | Soči                 | Torneo a eliminazione diretta con 64 partecipanti, le finaliste furono Marija Muzyčuk e Natal'ja Pogonina           | Torneo a eliminazione diretta con 64 partecipanti, le finaliste furono Marija Muzyčuk e Natal'ja Pogonina           | Marija Muzyčuk       | 2,5 (1-3-0)                          | Finale al meglio delle 4 partite ed eventuali spareggi a gioco rapido                           |
| 2016 Dettagli | Leopoli              | Marija Muzyčuk | Hou Yifan | Hou Yifan            | 6 (3-6-0)                            | Al meglio delle 10 partite ed eventuali spareggi a gioco rapido                                 |
| 2017 Dettagli | Teheran              | Torneo a eliminazione diretta con 64 partecipanti, le finaliste furono Anna Muzyčuk e Tan Zhongyi                   | Torneo a eliminazione diretta con 64 partecipanti, le finaliste furono Anna Muzyčuk e Tan Zhongyi                   | Tan Zhongyi          | 2+1,5 (2-3-1)                        | Finale al meglio delle 4 partite ed eventuali spareggi a gioco rapido                           |
| 2018 Dettagli | Shanghai Chongqing   | Tan Zhongyi | Ju Wenjun | Ju Wenjun            | 5,5 (3-5-2)                          | Al meglio delle 10 partite ed eventuali spareggi a gioco rapido                                 |
| 2018 Dettagli | Chanty-Mansijsk      | Torneo a eliminazione diretta con 64 partecipanti, le finaliste furono Kateryna Lahno e Ju Wenjun                   | Torneo a eliminazione diretta con 64 partecipanti, le finaliste furono Kateryna Lahno e Ju Wenjun                   | Ju Wenjun            | 2+3 (3-4-1)                          | Finale al meglio delle 4 partite ed eventuali spareggi a gioco rapido                           |
| 2020 Dettagli | Shanghai Vladivostok | Ju Wenjun | Aleksandra Gorjačkina                                                                                               | Ju Wenjun            | 6+2,5 (4-9-3)                        | Al meglio delle 12 partite ed eventuali spareggi a gioco rapido                                 |
| 2023 Dettagli | Shanghai Chongqing   | Ju Wenjun | Lei Tingjie | Ju Wenjun            | 6,5 (2-9-1)                          | Al meglio delle 12 partite ed eventuali spareggi a gioco rapido                                 |
| 2025 Dettagli | Shanghai Chongqing   | Ju Wenjun | Tan Zhongyi | Ju Wenjun            | 6,5 (5-3-1)                          | Al meglio delle 12 partite ed eventuali spareggi a gioco rapido                                 |